# Roskilde Katedralskole
Roskilde Katedralskole er et stort gymnasium i Roskilde med mere end 1500 elever og lærere. Skolen er Danmarks ældste gymnasie og  katedralskole. Roskilde Katedralskole er medlem af Danske Science Gymnasier og er udpeget som officiel Team Danmark-uddannelsespartner. Derudover kan man søge om at blive en del af talentlinjen MusiCreator, som er skabt i samarbejde med Roskilde Musiske Skole og MGK Sjælland.

## Historie
Skolen blev oprettet i 1020 og var tilknyttet Roskilde Domkirke. Eleverne var dengang drenge, og de blev uddannet til præster med latin, sang og teologi som fag. Skolens tidligere elever tæller således Saxo, som senere skrev Gesta Danorum, og Absalon, som blev biskop af Roskilde og senere grundlagde København. Skolen var placeret midt i byen ved siden af domkirken.
Skolens motto Artibus ingenuis betyder "For de ædle og dannede kunster" og hentyder til, at skolens elever skulle ud og bestride det ædle præsteerhverv efter endt uddannelse.
Reformationen i 1536 ændrede meget for skolen, der blev berøvet de fleste indtægter. Derfor måtte eleverne tigge i Roskildes gader.
I 1700- og 1800-tallet ændredes skolens opgaver flere gange, og til sidst blev den et regulært gymnasium. I løbet af det 20. århundrede udbyggedes skolen flere gange, men pladsen over for domkirken blev for trang, og i 1969 måtte man flytte ud af centrum til bydelen Hyrdehøj.
Landskabsarkitekt var da Agnete Muusfeldt.
Efter flytningen blev der i de gamle bygninger oprettet et nyt gymnasium, Amtsgymnasiet i Roskilde (fra 2007: Roskilde Gymnasium), der ligger på pladsen foran domkirken den dag i dag. Efter år 2000 er Roskilde Katedralskole således vokset til mere end dobbelt størrelse. I 1999 var der 550 elever og 60 ansatte. I dag er tallene ca. 1400 elever og 150 ansatte. Skolens elever kommer dels fra Roskilde by, dels fra byens store opland.
Roskilde Katedralskole kaldes i slang også for "Katten" eller "Katedralen" for at adskille det fra områdets andre gymnasier. Skolens officielle forkortelse er "RKS".
I 2018 havde det landets niendehøjeste gennemsnit med 7,50.

## Rektorer
- 1542–1555 Johannes Blach
- 1555–1556 Frands Andersen
- 1556–1557 Oluf Ovesen
- 1557–1566 Anders Lauridsen
- 1566–1574 Niels Olufsen
- 1574–1579 Desiderius Foss
- 1579–1585 Poul Pedersen
- 1585–1591 Peder Jensen Asminderød
- 1591–1603 Laurits Andersen
- 1603–1617 Mads Sørensen Birkop
- 1617–1622 Boe Lauridsen
- 1622–1627 Søren Nielsen Hjort
- 1627–1630 Johannes von Hamm
- 1630–1638 Albert Jørgensen
- 1638–1641 Johannes Friderichsen
- 1641–1671 Hans Pedersen Callundborg
- 1671–1712 Peder Schade
- 1712–1726 Jesper Pedersen Schade
- 1726–1754 Berndt Schnabel
- 1754–1760 Christen Schnabel
- 1761–1773 Christopher Lysholm
- 1773–1787 Hans Christian Saxtorph
- 1787–1808 Johan Henrik Tauber
- 1808–1812 Carl Frederik Schultz
- 1812–1814 Frederik Hasselbalch
- 1815–1851 Søren Niclas Johan Bloch
- 1851–1863 Carl Wilhelm Elberling (17. september 1800 i København—10. november 1870), filolog
- 1863–1864 E.F.C. Bøiesen
- 1865–1875 Søren Ludvig Povelsen
- 1875–1882 Peder Knudsen Blichert
- 1882–1901 C.M. Krarup
- 1902–1912 Adam Gottlob Ølenschläger von Hauch – kendt som: Adam Hauch (18. september 1836 i Sorø—26. december 1914 i København)
- 1912–1918 Henrik Bertelsen
- 1918–1932 Johan Henrik Vilehlem Boëtius
- 1932–1947 V.S. Lauritsen
- 1947-1957 Hakon Fogh
- 1957–1971 Gustav Tolderlund-Hansen
- 1971–1982 Henrik Lange
- 1983–1984 Jytte Hilden (de facto-rektorat på 1 år, da det efterfulgtes af en mangeårig orlov uden tilbagevenden)
- 1984–1999 Kurt Zimmermann
- 1999–2025 Claus Niller Nielsen
- 2025– Thomas Ulrik Stilling